# Dania na Letnich Igrzyskach Olimpijskich 1960
Danię na Letnich Igrzyskach Olimpijskich 1960 reprezentowało 100 zawodników (88 mężczyzn i 12 kobiet). Był to 13 start reprezentacji Danii na letnich igrzyskach olimpijskich.

## Zdobyte medale
| Medal  | Zawodnik | Dyscyplina  | Konkurencja             | Rezultat                                          |
| ------ | --- | ----------- | ----------------------- | ------------------------------------------------- |
| Złoto  | Erik Hansen | Kajakarstwo | K-1 1000 m              | 3:53,00                                           |
| Złoto  | Paul Elvstrøm | Żeglarstwo  | Klasa Finn              | 8171 pkt                                          |
| Srebro | William Berntsen Steen Christensen Søren Hancke | Żeglarstwo  | Klasa 5,5 m             | 5678 pkt                                          |
| Srebro | Hans Fogh Ole Gunnar Petersen | Żeglarstwo  | Klasa Latający Holender | 5991 pkt                                          |
| Srebro | Henry From Paul Andersen Poul Jensen Bent Hansen Hans Christian Nielsen Flemming Nielsen Poul Pedersen Tommy Troelsen Harald Nielsen Henning Enoksen Jørn Sørensen John Danielsen | Piłka nożna | Turniej mężczyzn        | W finale przegrali z reprezentacją Jugosławii 1:3 |
| Brąz   | Erik Hansen Helmuth Nyborg Arne Høyer Erling Jessen | Kajakarstwo | K-1 4x500 m             | 7:46,09                                           |